# Сесерлиг
Сесерлиг (тув. Сесерлиг) — село в Пий-Хемском кожууне Республики Тыва. Административный центр и единственный населённый пункт Сесерлигского сумона. Население селения 796 человек (2007), 762 (2015).

## География
Село находится у р. Сесерлиг, в Тувинской котловине. Вблизи проходит граница с Кызылским районом.
Расстояние до районного центра Туран — 38 км, до областного центра Кызыл — 21 км.
Ближайшие населенные пункты: Кара-Хаак 13 км, Кызыл 21 км, Суш 21 км, Черби 22 км, Ээрбек 24 км, Сукпак 25 км, Уюк 27 км, Каа-Хем 28 км, Ленинка 29 км,
Хая-Бажи 36 км, Усть-Элегест 36 км.
Уличная сеть: ул. Лесная, ул. Мандараа, ул. Найырал, ул. Таёжная.

## Население
| 2002 | 2010 | 2011 | 2012 | 2013 | 2014 | 2015 |
| ---- | ---- | ---- | ---- | ---- | ---- | ---- |
| 701  | ↗716 | ↗718 | ↘717 | ↗729 | ↗747 | ↗762 |
| 2016 | 2017 | 2018 | 2019 | 2020 | 2021 |      |
| ↗763 | ↘761 | ↗763 | ↗769 | ↗785 | ↗997 |      |

## Известные жители
Балерина Наталья Дойдаловна Ажикмаа-Рушева родом из местечка неподалеку от Сесерлига; музей её памяти находится в стенах сельской школы.

## Инфраструктура
МБОУ Сесерлигская СОШ.
отделение почтовой связи села Сесерлиг
Администрация села Сесерлиг
Администрация Сесерлигского сумона

## Транспорт
Подъезд к федеральной автомагистрали Р257 «Енисей».